# Asota malena
Asota malena är en fjärilsart som beskrevs av Jean Baptiste Boisduval. Asota malena ingår i släktet Asota och familjen nattflyn. Inga underarter finns listade i Catalogue of Life.